# 王蘊 (東晋)
王 蘊（おう うん、330年 - 384年）は、中国の東晋の外戚。孝武帝の皇后王法慧の父にあたる。字は叔仁。本貫は太原郡晋陽県。

## 経歴
王濛の子として生まれた。佐著作郎を初任とし、尚書吏部郎に累進した。性格は穏和で、寒門を抑圧しなかった。ある官に欠員が出ると、その官位を求める者が10人は出たが、このときに王蘊は是非を判断しなかった。会稽王司馬昱が輔政の任につくと、王蘊は人事を推薦して、配置が適材適所であったため、官位を得た者に恨まれることがなかった。呉興郡太守に任じられ、善政で知られた。呉興郡が飢饉にみまわれると、朝廷の命令を待たずに官倉を開いて救恤にあたった。朝廷は王蘊の規則違反をとがめて免官しようとしたが、呉興郡の官吏や民衆たちが朝廷に訴えたため、特別に晋陵郡太守への降格で許された。
寧康3年（375年）、王法慧が皇后に立てられると、王蘊は皇后の父として、光禄大夫の位を受け、五兵尚書・本州大中正を兼ね、建昌県侯に封じられた。王蘊は外戚の恩沢で爵位を受けるのは、三代の令典ではないと言って、固辞して受けなかった。都督京口諸軍事・左将軍・徐州刺史・仮節に任じられたが、また受けようとしなかったため、謝安が説得にあたり、ようやく任命を受けて、京口に駐屯した。ほどなく建康に召還されて、左将軍のまま尚書左僕射に任じられ、丹陽尹に転じ、散騎常侍の位を加えられた。外戚として朝廷の顕位にあることを望まず、外任を求めて、都督浙江東五郡・鎮軍将軍・会稽国内史として出向した。
王蘊は酒をたしなみ、晩年にはさらに酒量を増やした。会稽にあっては、素面の日のほうが少なかったが、統治は穏健で簡素なものであったため民衆に喜ばれた。
太元9年（384年）、死去した。享年は55。左光禄大夫・開府儀同三司の位を追贈された。

## 子女
- 王華（長子、早逝）
- 王恭
- 王熙
- 王履
- 王爽（字は季明。給事黄門侍郎・侍中。王国宝が権力を掌握すると、免官された。兄の王恭が起兵すると、寧朔将軍となって軍事に参与した。王恭が敗れると、殺害された）
- 王法慧（孝武定皇后）

## 伝記資料
- 『晋書』巻93 列伝第63